# Obroatis ocellata
Obroatis ocellata är en fjärilsart som beskrevs av Butler 1879. Obroatis ocellata ingår i släktet Obroatis och familjen nattflyn. Inga underarter finns listade i Catalogue of Life.